# Ritratto d'uomo con una medaglia romana
Il Ritratto d'uomo con una medaglia romana è un dipinto a olio su tavola (31x23,2 cm) di Hans Memling, databile al 1480 circa e conservato nel Koninklijk Museum voor Schone Kunsten ad Anversa.

## Descrizione e stile
Il giovane uomo è ritratto di tre quarti, girato a destra, a mezzobusto. Non se ne conosce l'identità, ma non è escluso che fosse uno dei numerosi italiani presenti in quegli anni ad Anversa o a Bruges, spesso committenti di opere ai pittori locali: qualcuno ha anche ipotizzato che fosse Bernardo Bembo. Altri invece lo identificano col medaglista fiorentino Niccolò di Forzore Spinelli, che morì a Lione, la città dove si trovava il dipinto all'inizio del XIX secolo.
Egli si volta verso lo spettatore, ma ne evita il contatto visivo, guardando vacuamente verso destra. Mostra invece con chiarezza una medaglia romana, probabilmente dell'imperatore Nerone, che è una testimonianza degli interessi umanistici dell'effigiato. Lo sfondo è un ampio paesaggio lacustre, che si perde, con toni azzurrini, in lontananza: Memling fu uno dei primi artisti ad ambientare i suoi ritratti all'aperto, anziché su un tradizionale fondo scuro, venendo preso ad esempio da molti pittori, anche italiani, tra cui Botticelli e Perugino.
L'uomo indossa una mantella nera e un berretto dello stesso colore, con una camicia bianca che sporge dal collo. Il volto è molto intenso, con un'attenzione millimetrica alla resa dei dettagli. I capelli sono ricci e cadenti sulle orecchie, gli occhi castani dal taglio piccolo, il naso robusto dritto, le labbra sottili, il mento con fossetta. Tipico dell'area fiamminga è il dettaglio del parapetto su cui l'uomo finge di poggiare la mano che tiene la moneta, quasi a voler sfondare la barriera tra il dipinto e lo spettatore, nonché a giustificare il taglio a metà, come se si affacciasse.